# Michael Manring
Michael Manring (ur. 1960 w Annapolis) – amerykański muzyk, kompozytor i instrumentalista oraz wirtuoz bezprogowej gitary basowej. Znany z występów w grupie At War With Self oraz ze współpracy z takimi muzykami jak: Michael Hedges, Alex Skolnick, Tim Alexander (Primus), Larry Kassin, Mark Zonder, Tom Darter, Steve Morse, David Cullen oraz wielu innych. Manring obecnie współpracuje z Alexem de Grassim oraz Chrisem Garcia w grupie muzycznej De Mania trio.

## Instrumentarium
- Zon Legacy Elite Special fretless ("Bub")
- Homemade Jazz Bass-style fretless
- Zon Michael Manring Hyperbass
- Zon Custom Fretless (także "Junior" lub "Son of Bub")
- Larrivee 5-string fretless acoustic bass guitar
- MusicMan Stingray fretless
- Paroutaud Music Laboratories 5-string fretless Infinite Sustain prototype
- PRS fretless
- Riverhead Unicorn fretless
- Riverhead Unicorn fretted bass
- Zon prototype headless fretted bass ("Vinny")
- Zon Legacy Elite 6-string fretless
- Zon prototype Legacy 10-string bass (5 x 2)